# Xi2 Capricorni
Xi2 Capricorni (ξ2 Capricorni, förkortat Xi2 Cap, ξ2 Cap) som är stjärnans Bayerbeteckning, är en ensam stjärna belägen i den nordvästra delen av stjärnbilden Stenbocken. Den har en skenbar magnitud på 5,83 och är svagt synlig för blotta ögat där ljusföroreningar ej förekommer. Baserat på parallaxmätning inom Hipparcosuppdraget på ca 36,1 mas, beräknas den befinna sig på ett avstånd av ca 90 ljusår (ca 28 parsek) från solen.

## Egenskaper
Xi2 Capricorni är en gul till vit stjärna i huvudserien av spektralklass F7 V Fe-0,5 där suffixet anger att spektret uppvisar ett litet underskott av järn. Den har en massa som är ca 20 procent större än solens massa, en radie som är ca 40 procent större än solens och utsänder från dess fotosfär ca 3 gånger mera energi än solen vid en effektiv temperatur på ca 6 410 K.
Även om Xi2 Capricorni anses vara en ensam stjärna finns det anledning att misstänka att den bildar ett vidsträckt fysiskt par med den röda dvärgstjärnan LP 754-50, som har en skenbar magnitud på 10,94 och en massa som uppskattats till omkring hälften av solens massa. De har en projicerad separation på (28,3 ± 0,3) × 103 AE. Om de är gravitationsbundna, skulle deras omloppstid vara omkring 3,7 miljoner år.